# 古宅心慌慌
《古宅心慌慌》是一部由鄭保瑞執導的電影，2003年上映。由Twins蔡卓妍及鍾欣潼、黃浩然、關智斌及張致恆和方中信主演。

## 劇情
故事講述醫學家丁濟懷欲把遺產分給八位由不同妻子所生的子女，子女們為了得到這筆巨大的遺產而聚首於父親的恐怖的古宅中。當晚正是丁濟懷的回魂夜，古宅內便開始怪事連連：子女們看見老父屍體竟遊走於古宅中、有子女突然大失常性及種種匪夷所思，出人意表的怪事更一發不可收拾！

## 角色

### 丁家
| 演員   | 角色   | 暱稱／關係 |
| 陳顯達 | 丁濟懷 | 丁義、丁良、丁山、丁力、丁武、丁鈴、丁詩、丁霸之父 風鈴之外祖父                                                                                                |
| 周波   | 丁義   | 老大 丁濟懷之子 丁良、丁山、丁力、丁武、丁鈴、丁詩、丁霸同父異母之兄                                                                                           |
| 孫曉燕 | 丁良   | 老二 丁濟懷之子女 丁義同父異母之妹 丁山、丁力、丁武、丁鈴、丁詩、丁霸同父異母之姊 風鈴之母                                                                     |
| 裘立爾 | 風鈴   | 丁良之女 丁濟懷之外孫女 |
| 方中信 | 丁山   | Lawyer、老三 丁濟懷之子 丁義、丁良同父異母之弟 丁力、丁武、丁鈴、丁詩、丁霸同父異母之兄 假借丁濟懷離世分家產的名義，誘騙眾人到古宅，實際上欲殺害眾人，獨吞家產 |
| 黃浩然 | 丁力   | Nic、老四 丁濟懷之子 丁義、丁良、丁山同父異母之弟 丁武、丁鈴、丁詩、丁霸同父異母之兄                                                                           |
| 關智斌 | 丁武   | 劈棒、老五 丁濟懷之子 丁義、丁良、丁山、丁力同父異母之弟 丁鈴之兄，並同為泰國人 丁詩、丁霸同父異母之兄 與丁詩為舊情人                                          |
| 鍾欣潼 | 丁鈴   | 濫猜、老六 丁濟懷之子 丁義、丁良、丁山、丁力同父異母之妹 丁武之妹，並同為泰國人 丁詩、丁霸同父異母之姊                                                         |
| 蔡卓妍 | 丁詩   | 老七 丁濟懷之女 丁義、丁良、丁山、丁力、丁武、丁鈴同父異母之妹 丁霸同父異母之姊 與丁武為舊情人                                                                 |
| 張致恆 | 丁霸   | 老八、西人（丁山專用） 丁濟懷之子 丁義、丁良、丁山、丁力、丁武、丁鈴、丁詩同父異母之弟                                                                         |

### 其他角色
| 演員   | 角色   | 暱稱／關係                            |
| 孫樂秋 | 老黃   | 丁家之管家                            |
| 周俊偉 | 李思棋 | 老臨（丁力專用） 丁詩之好友，並單戀其 |

## 電影歌曲
| 歌曲     | 主唱  | 作曲   | 作詞   | 編曲   | 備註   |
| 朋友的愛 | Twins | 伍樂城 | 黃偉文 | 伍樂城 | 片尾曲 |

## 獎項
| 年份   | 頒獎典禮                   | 獎項     | 名字 | 結果 |
| ------ | -------------------------- | -------- | ---- | ---- |
| 2003年 | 第10屆香港電影評論學會大獎 | 推薦電影 |      | 獲獎 |

## 外部連結
- 開眼電影網上《古宅心慌慌》的資料（繁體中文）
- 香港影庫上《古宅心慌慌》的資料（繁體中文）
- 时光网上《古宅心慌慌》的資料（简体中文）
- 豆瓣电影上《古宅心慌慌》的資料 （简体中文）
- 爛番茄上《古宅心慌慌》的資料（英文）
- AllMovie上《古宅心慌慌》的资料（英文）
- 互联网电影数据库（IMDb）上《古宅心慌慌》的资料（英文）